# Svieri Obraza
Svieri Obraza er den første og eneste demo indspillet af Kalmah som viser en stil tættere på melodisk dødsmetal som var til forskel for deres gamle band Ancestors musikstil. Demo ep'en sørgede for at bandet fik en kontrakt med Spikefarm Records. Sangen "Hellfire" blev senere tilføjet til albummet They Will Return som "The Blind Leader". Nummeret "Vezi Doroga" endte aldrig på noget senere album men på sangen "Alteration" på Swamplord-albummet optræder nogen af de samme melodier som fra "Vezi Doroga". 

## Numre
1. "Hades" – 4:22
2. "Hellfire" – 3:12
3. "Vezi Doroga" – 3:49